# Tillinghausen
Tillinghausen ist ein Ortsteil der Gemeinde Much im Rhein-Sieg-Kreis. 

## Lage
Tillinghausen liegt nördlich von Much auf den Hängen des Bergischen Landes. Nachbarorte sind Daushof im Norden und Oberheiden im Westen. 

## Geschichte
Tillinghausen wurde 1502 erstmals urkundlich erwähnt als Tytellkus.
1901 hatte das Dorf 93 Einwohner. Verzeichnet waren die Haushalte Ackerin Witwe Johann Alefelder, Ackerer Joh. Berzbach, die Näherinnen Anna Maria und Gertrud Büscher, Ackerer Joh. Flüch, Ackerer Moritz Henn, Ackerer Peter Josef Müller, Ackerer Kaspar Oberste, Hausierer Roland Radermacher, Schornsteinfeger Peter Josef Rath, Ackerer Joh. Adolf Schlimbach, Ackerin Witwe Gerhard Steinbach, Ackerer Joh. Martin Steinbach und Josefa Steinbach sowie Handelsmann Peter Weiss.
2004 wurde eine zur Ehren der Gottesmutter errichtete Marienkapelle eingeweiht.

## Dorfleben
Die Dorfgemeinschaft hat den Ort verkehrsberuhigt, eine Abstandsfläche zum Gewerbegebiet Bövingen erworben, um diese als Grünland zu erhalten und eine Kapelle errichtet. An jährlichen Aktivitäten finden Müllsammelaktionen durchgeführt, am Mucher Erntedankfest teilgenommen, ein Maibaum gesetzt, Wandertage und Ausflüge, Martinszüge und Weihnachtsfeiern organisiert. Das Dorf nimmt am Wettbewerb Unser Dorf hat Zukunft teil und es gibt mit dem FC Tillinghausen eine Fußballmannschaft.